# Muzeum Harcerskie im. Olgi i Andrzeja Małkowskich w Zakopanem
Muzeum Harcerskie im. Olgi i Andrzeja Małkowskich w Zakopanem – muzeum w Zakopanem powołane przez stowarzyszenie o tej samej nazwie, kierowane przez hm. Lesława Dalla – nauczyciela historii i instruktora harcerskiego. Muzeum zostało otwarte 18 maja 2001, w 90. rocznicę powstania harcerstwa. Patronują mu twórcy harcerstwa na Podhalu – Olga Drahonowska-Małkowska i Andrzej Małkowski.
Ekspozycja zawiera pamiątki pozostałe po rodzinie Małkowskich, takie jak: meble, odznaczenia, książki, dokumenty (w tym pamiętniki Olgi), zdjęcia, mundury, a także dokumentację dotyczącą dziejów harcerstwa w Zakopanem i na Podhalu.
Muzeum jest prowadzone przez Stowarzyszenie „Muzeum Harcerskie im. Olgi i Andrzeja Małkowskich w Zakopanem”, które przez ponad 20 lat starało się o uzyskanie domu „Turnia”, w którym przez krótki okres mieszkała Olga Małkowska, celem urządzenia w nim muzeum. W momencie, gdy obiekt ten przeszedł nieodwołalnie w ręce prywatne, stowarzyszenie poczyniło starania o nową lokalizację. Muzeum znalazło swoją siedzibę w zabytkowej chałupie przy Drodze do Rojów 6, następnie zostało przeniesione do Gimnazjum nr 1 im. Olgi i Andrzeja Małkowskich, aby w końcu znaleźć stałe miejsce w willi Czerwony Dwór na ul. Kasprusie 27.
Stowarzyszenie, oprócz opieki nad muzeum zajmuje się też działalnością wydawniczą. Publikuje książki związane z historią harcerstwa i rodziny Małkowskich. 